# Eschbach (Waszyngton)
Eschbach – jednostka osadnicza w Stanach Zjednoczonych, w stanie Waszyngton, w hrabstwie Yakima.